# Kyselina glyoxalová
Kyselina glyoxalová, též kyselina glyoxylová, systematický název kyselina oxoethanová je nejjednodušší oxokyselina, obsahuje vedle sebe aldehydovou a karboxylovou skupinu. Jedná se o přechodnou sloučeninu mezi glyoxalem a kyselinou šťavelovou.
Společně s kyselinou octovou, glykolovou, šťavelovou a glycinem jde o jednu z dvouuhlíkatých karboxylových kyselin.

## Výskyt a příprava
Konjugovaná báze této kyseliny se nazývá glyoxylát, jde o meziprodukt glyoxylátového cyklu.
Kyselina glyoxalová se vyrábí oxidací glyoxalu horkou kyselinou dusičnou (kdy vzniká také kyselina šťavelová) nebo ozonolýzou kyseliny maleinové.
V minulosti se vyráběla elektrosynteticky v roztoku kyseliny sírové za použití olověné katody a anody z oxidu olovičitého:

## Reakce a použití
Kyselina glyoxalová je asi desetkrát silnější než kyselina octová, její pKa je 3,32.
V přítomnosti zásady dochází k disproporcionaci:
2 OCHCOOH + H2O → HOCH2COOH + HOOC–COOH

## Bezpečnost
Tato látka není výrazně jedovatá, smrtelná dávka pro krysy je asi 2,5 g/kg.